# Gedun Gyatso
Gedun Gyatso foi o 2º dalai-lama do Tibete. Viveu entre 1475 e 1542.
Nasceu em 1475 em Tanag Sekme, perto de Shigatse, na província de Ü-Tsang, filho de Kunga Gyatso e Machik Kunga Pemo, uma família de camponeses.
Seu pai era um conhecido praticante de tantra da linhagem Nyingmapa. Conta-se que, quando Gedun Gyatso começou a falar, ele disse a seus pais que o seu nome era Pema Dorje - o nome de nascimento do primeiro Dalai Lama - e que gostaria de viver no monastério em Tashi Lhunpo. Quando foi concebido, seu pai teve um sonho no qual alguém vestido de branco apareceu e lhe disse para chamar seu filho de Gedun Drupa e também que esse filho seria uma pessoa com a capacidade de relembrar suas vidas passadas. Entretanto, seu pai lhe deu o nome de Sangye Phel.
Recebeu sua educação primária  e, aos onze anos, foi reconhecido como a reencarnação de Gedun Drupa  e foi entronizado no monastério em Tashi Lhunpo. Em 1486, fez seus votos de noviço com Panchen Lungrig Gyatso e seus votos de Gelong (ordenação completa) com Choje Chokyi Gyaltsen, que lhe deu o nome de Gedun Gyatso. Estudou nos monastérios de Tashi Lhunpo e Drepung.
Em 1517, Gedun Gyatso se tornou abade do monastério de Drepung e, no ano seguinte, reviveu o Grande Festival de Orações, Monlam Chenmo, e presidiu os eventos com monges vindos de Sera, Drepung e Gaden, as três grandes universidades monásticas da linhagem Gelugpa. Em 1525, tornou-se o abade do monastério de Sera. Morreu aos sessenta e sete anos, em 1542.

## Referência
- Essence of Refined Gold by the Third Dalai Lama: with related texts by the Second and Seventh Dalai Lamas. (1978) Traduzido por Glenn H. Mullin. Tushita Books, Dharamsala, H.P., India.